# (1487) Boda
(1487) Boda es un asteroide perteneciente al cinturón de asteroides descubierto el 17 de noviembre de 1938 por Karl Wilhelm Reinmuth desde el observatorio de Heidelberg-Königstuhl, Alemania.

## Designación y nombre
Boda se designó al principio como 1938 WC.
Posteriormente fue nombrado en honor del astrónomo alemán Karl Boda (1889-1942).

## Características orbitales
Boda está situado a una distancia media del Sol de 3,139 ua, pudiendo alejarse hasta 3,516 ua y acercarse hasta 2,761 ua. Su inclinación orbital es 2,467° y la excentricidad 0,1204. Emplea en completar una órbita alrededor del Sol 2031 días.